# Bulbine crassa
Bulbine crassa és una espècie de planta herbàcia que pertany a la família de les asfodelàcies, subfamília de les asfodelòidies, és una flor descrita el 2006 que apareix al grup d'illes Furneaux entre Victòria i Tasmània. Les llavors s'han conservat com a part de l'associació de Tasmània amb el Millennium Seed Bank Project.

## Taxonomia
Bulbine crassa va ser descrita per Dennis Ivor Morris i Marco F. Duretto i publicat a Muelleria 22: 93, a l'any 2005 [2006].
Etimologia
Bulbine: que rep el nom del tubercle en forma de bulb de moltes espècies.
crassa: epítet llatí que significa "sòlid, espès, gros, dens".
Sinonímia
- Anthericum altissimum Mill.
- Anthericum asphodeloides L. basiònim
- Anthericum longiscapum Jacq.
- Anthericum succulentum Salisb.
- Bulbine altissima (Mill.) Fourc.
- Bulbine crocea L.Guthrie
- Bulbine dielsii Poelln.
- Bulbine longiscapa (Jacq.) Willd.
- Bulbine mettinghii Ten.
- Bulbine pallida Baker
- Phalangium altissimum (Mill.) Kuntze
- Phalangium asphodelodes (L.) Kuntze
- Phalangium longiscapum (Jacq.) Kuntze[5]